# Château de Bridoire
Le château de Bridoire est un château français situé dans la commune de Ribagnac dans le département de la Dordogne, en région Nouvelle-Aquitaine.
Il fait l'objet d'une protection au titre des monuments historiques.

## Situation
À l'extrême nord-ouest de la commune de Ribagnac, le château de Bridoire occupe un éperon rocheux de confluence, en partie aménagé, limité au nord par le ruisseau de la Gardonnette et à l'ouest par celui du Grimoudou, son affluent. Cet éperon est barré au sud par un long fossé sec, en arc de cercle.

## Historique
Le château médiéval a vu sa construction s'échelonner du XIIe au XIXe siècle. Un oppidum romain dut être à l'origine du château actuel. Cet oppidum devait protéger le franchissement du cours d'eau par une voie romaine, dite via Rubana, qui reliait Cadouin à Gardonne. Bridoire apparaît pour la première fois, en 1150, dans le cartulaire de l'abbaye de Cadouin sous le nom de Buridorium. Le 31 décembre 1167, Bertrand de Bridoire et sa femme ont probablement donné à cette abbaye le manse de Fonte Sergio. Le cartulaire de Cadouin mentionne Bernard de Bridoire en 1215, Arnaud et Foulques en 1226.
Dans la seconde moitié du XIIIe siècle, Bridoire est devenue une coseigneurie tenue par les Maureilhac et les Aubeterre vassaux de Marguerite de Turenne (1285-v.1313). Durant la guerre de Cent Ans, c'était un repaire de pillards. Le château est cité en 1273 sous le nom de Castrum de Bridoira lors de l'hommage du seigneur de Bergerac a fait à Édouard Ier, roi d'Angleterre.
Sous la famille de Pons, vicomtes de Turenne, Bridoire appartient aux Roquefort. Ils se sont associés au XVe siècle avec les Chaumont de Badefols, aux Ségur de Pontchapt et aux Maureilhac.
Pierre du Bois, fils d'Henri du Bois, seigneur de La Grèze et de Graspirou, gouverneur du comté d'Astarac en 1536, est devenu seigneur de Bridoire par son mariage avec Catherine de Maurillac (ou Maureilhac), châtelaine de Bridoire. De ce mariage est né Jean du Bois, seigneur de Bridoire (vers 1510-1543) et Françoise du Bois mariée en 1541 avec Antoine de Lubersac. Jean du Bois, seigneur de Bridoire s'est marié en 1542 avec Anne de Lubersac. De ce mariage est née Louise du Bois.
Le château de Bridoire est passé aux Pardaillan de la Mothe Gondrin à la suite du mariage, vers 1565, de Bertrand de Pardaillan, baron de La Mothe Gondrin, avec Louise du Bois, dame de Bridoire, fille de Jean du Bois.
Lors des guerres de Religion, la place tomba aux mains des Protestants en 1560, et fut presque entièrement détruite par Monluc en 1568. Le château fut reconstruit sous Henri IV qui est venu à Bridoire le 30 juillet 1576 chez Bertrand de Pardaillan, marquis de la Mothe Gondrin. Louise de Pardaillan, fille de Blaise II de Pardaillan, a épousé à Bridoire Louis de Chaumont, seigneur de Clermont de Beauregard, en 1624. Le château est de nouveau assiégé et démantelé sur les ordres du duc d'Épernon, en 1649. Il est de nouveau restauré par la suite.
Un siècle plus tard, la propriété est morcelée. La plus grande partie des terres, celles des Gendres, appartient aux Peyronny. Le château, avec le reste des terres, est propriété des Boussant, marquis de Bazillac. Le 23 juin 1773, Jean-Jacques de Boussant a échangé le château de Bridoire contre la seigneurie de Bourg de Quercy qui appartenait aux deux frères Jean-Georges et François de Souillac. Ceux-ci possédaient déjà le château de Bardou non loin de Bridoire. Jean-Georges, marquis de Souillac, est mort à Toulouse, le 16 avril 1792. Il avait eu quatre filles. Le château a appartenu à la cadette, Joséphine de Souillac, née en 1777, qui l'a apporté par mariage au marquis Louis-François de Foucauld, en 1806. Ce dernier était devenu marquis de Foucauld de Lardimalie à la suite de la mort accidentelle de son cousin Arnaud, en 1805. Louis-François de Foucauld et son épouse ont eu une fille Mathilde et un fils, Louis, né en 1816 à Malbernat, qui s'est marié en 1849 avec Nathalie du Cheyron du Pavillon. Ils ont eu un fils, Arnauld, qui a été le dernier marquis de Foucauld de Lardimalie et a été maire de Ribagnac de 1888 à 1930. Le château a été très restauré vers 1890La famille de Foucauld a conservé le château jusqu'en 1939. Le Père de Foucauld y résida par deux fois, en 1911 et en 1913.
En 1939, Bridoire fut vendu à un industriel suisse, qui l'habita jusqu'en 1978. Désirant retourner dans son pays natal, il offre son château à la commune pour un franc symbolique de l'époque. Mais celle-ci refuse, effrayée par l'entretien et la gestion d'un tel patrimoine. Le château est alors vendu en 1978 à une société sénégalaise, qui a pour actionnaire et gérant monsieur Boissier‐Palun. Grand officier de la Légion d'honneur et consultant à l'UNESCO, il a été président du Grand conseil de l'AOF, ministre et ambassadeur du Sénégal, et avocat personnel du président ivoirien Félix Houphouët-Boigny et de Jean-Bedel Bokassa, dirigeant suprême de la République centrafricaine.

### Pillage et renaissance du château de Bridoire
Portes du château mal fermées, absence de gardien : le château devient rapidement la proie de visiteurs mal intentionnés. Les voitures particulières circulent dans la cour et chargent au fil du temps les meubles, les tableaux, les tapisseries. Un piano à queue en marqueterie, des statues du XVIIe siècle disparaissent en toute impunité. Les gendarmes s'interrogent, essaient d'alerter le gérant mais celui-ci ne semble pas préoccupé par son bien, il est devenu invisible, porte plainte parfois mais reste sourd la plupart du temps aux coups de téléphone de la gendarmerie de Sigoulès. Des rumeurs courent évoquant l'ombre de Bokassa. Toujours est‐il que tout le monde s'interroge. En dix ans, le château a subi plus d'outrages qu'il n'en a eu au cours des trois siècles précédents. Il est devenu le libre service de brocanteurs peu scrupuleux, de personnes douteuses qui trouvent là un lieu de prédilection pour faire la fête, boire et se droguer en toute tranquillité. Le risque d'incendie est grand, les parquets sont brulés dans les cheminées. La gendarmerie ne peut pas intervenir sur un lieu privé sans l'autorisation de son propriétaire. Le maire de la commune s'inquiète de toutes ces allées et venues autour du château mais il n'arrive pas à joindre le gérant. En 1988, l'architecte des bâtiments de France demande en vain le classement du château. Gendarmerie et administration sont impuissantes face à une telle situation. C'est un cas de non assistance à patrimoine en danger.
1989 : Le maire de Ribagnac crée l'« Association de sauvegarde du château de Bridoire », sur les conseils de la gendarmerie.
1991 : l'association obtient l'inscription du château à l'inventaire supplémentaire des monuments historiques.
1992 : le 31 juillet, classement d'office, en Conseil d'État, du château, du puits et du pigeonnier pour être remis en état, procédure rarissime selon le ministre.
1993 : l'association est reçue à Matignon par le secrétaire du gouvernement, devenu par la suite vice-président du Conseil d'État, mais aucune avancée n'en découle.
Le doyen des juges français, représentant la France à la Cour européenne des droits de l'homme enquête : « Vous êtes en présence d'une affaire d'État, le propriétaire est très puissant, intouchable, protégé par tous les gouvernements. Quant à l'expropriation que vous souhaitez, vu le contexte elle est quasi impossible ».
« Nous laisserons dépérir ce château pour punir la population ! » déclare le propriétaire au député‐maire de Bergerac lors d'un entretien à Paris. L'administration temporise, demande à l'association de rester bien en retrait pour ne pas entraver ses démarches qui restent lettre morte. L'association multiplie les manifestations médiatiques, les courriers à destination de l'administration et enquête au Sénégal pour comprendre le pourquoi d'une telle situation. Elle maintient le château fermé avec des cadenas pour limiter les visites des casseurs.
1997 : l'association finit par obtenir des travaux d'urgence sur le pigeonnier avec, choisie par le ministère, une toiture en tôle, alors que l'association offrait les tuiles.
1998 : une grande manifestation médiatique est programmée dans la cour du château pour montrer aux Français l'état déplorable de l'édifice qui va disparaître si aucune mesure n'est prise. Tous les médias, télés, presse écrite, radios sont annoncés. Le préfet menace de poursuivre les visiteurs mais rien n'y fait, 849 personnes reconnaissent par écrit s'être introduites dans la cour du château. La gendarmerie tente en vain de saisir les caméras et cassettes tournées, France 2 montrera les images au journal télévisé du 20 heures. Le but est atteint mais seize personnes, dont les responsables de l'association et les élus présents, seront poursuivis devant les tribunaux par le préfet pour être entrés dans un domicile privé. Un an de prison  et 15 000 euros à la clé pour les contrevenants ! Relaxe en première instance, relaxe et félicitations du procureur en appel, et relaxe devant la Cour de cassation. L'administration vexée comprend qu'il va falloir compter avec l'association et les médias.
2001 : à la suite d'une « maladresse administrative » sur le puits classé, l'association est reçue au ministère de la Culture par la conseillère du ministre, l'expropriation est alors programmée.
2003 : l'expropriation du château seul, sans son parc, est effective à la suite d'une procédure qui est une première depuis le vote des lois, en 1913, sur les édifices classés. Le ministère de la Culture nomme un gardien. Les élus déclarent que Bridoire doit rester dans le domaine public.
2005 : les premiers travaux sur les toitures du château débutent. L'association lance une opération de mécénat pour refaire la toiture du pigeonnier. Une ou plusieurs tuiles personnalisées sont achetées par 1 723 mécènes (un euro la tuile personnalisée avec son nom). Le pigeonnier retrouve son allure originelle.
Il aura fallu pratiquement quinze ans pour comprendre le pourquoi de cette histoire. Un contact téléphonique avec Georges Bokassa, fils aîné de l'ex-empereur de Centrafrique, marié à une Bergeracoise, explique que le château était bien destiné à sa famille. Mais les affaires de son père ayant mal tourné et ayant lui-même divorcé, le fils n'est jamais revenu en Bergeracois, le château est resté abandonné.
2007 : le château est inscrit sur la liste des biens rétrocédés par l'État aux collectivités pour un euro symbolique mais le contentieux juridique sur l'expropriation n'est pas encore jugé. La rétrocession ne peut se faire. L'association révèle une erreur administrative commise lors de l'expropriation : la parcelle no 43 qui permet l'accès au château et sur laquelle a été implanté le portail d'entrée n'a pas été expropriée. Bridoire est un château inaccessible par son entrée naturelle. Manifestation contre l'implantation, par un promoteur, d'un lotissement de 500 maisons autour du château. En octobre, monsieur Boissier Palun, gérant de la société sénégalaise décède à Bruxelles, la société n'a plus ni gérant, ni propriétaire.
2008 : restauration du mur d'enceinte de la façade Est qui, à la suite de décisions trop tardives, s'est écroulé, emportant tous les échafaudages mis en place.
2009 : la Cour de cassation met un terme à la procédure judiciaire engagée par l'ancien propriétaire : le château est définitivement exproprié au profit de l'État. Désormais Bridoire sera repris par une collectivité, pour un euro, pour en faire un pôle touristique structurant du Bergeracois ou alors sera vendu à un privé qui ne pourra que le fermer.
Juillet 2009 : Christine Albanel, ministre de la Culture annonce, avant de quitter ses fonctions, que le château sera vendu à un privé au prix du marché immobilier. Plus question de rétrocession à une collectivité. Les engagements ne sont pas tenus. Intervention du ministre Xavier Darcos, pétition et manifestation pour faire revenir le ministère sur sa décision de vendre à un privé : la vente est différée.
2010 : élus et administrations ne veulent pas se réunir autour d'une table pour donner un avenir au château. France Domaine met alors en vente le château en septembre mais le cahier des charges n'est pas connu. L'ancien propriétaire exproprié et ses ayants droit sont prioritaires pour reprendre l'édifice pendant une période de trente ans (droit de retour) : autant dire que Bridoire dans ces conditions, sans son parc ni l'entrée, est invendable. Le ministre de la Culture revient sur la décision de vendre au prix du marché : la vente aura un traitement particulier, il ne sera pas tenu compte uniquement du côté financier mais aussi de la nature du projet. Le neveu de l'ancien propriétaire se manifeste auprès de l'administration. Il n'a pas l'intention de reprendre le château de son oncle. Il se met à la disposition de l'administration pour aider à résoudre le problème de l'entrée et du parc.
11 juin 2011 : la commission, présidée par la préfète de la Dordogne, retient deux dossiers de repreneurs qui sont convoqués pour défendre leur projet. L'un, déjà propriétaire de deux châteaux, souhaite le restaurer et l'ouvrir rapidement à la visite tout en protégeant l'environnement du château. L'autre, promoteur immobilier, Bridoire serait l'emblème d'un grand parc touristique de plus de 150 hectares avec villages d'artisans, animaux, produits du Périgord, hôtels, piscine…
13 juillet 2011 : Bridoire a un nouveau propriétaire : le couple Michel et Catherine Guyot, déjà propriétaires du château de La Ferté-Saint-Aubin dans le Loiret, et du château de Saint-Fargeau dans l'Yonne et instigateurs du projet de Guédelon également dans l'Yonne, professionnels de l'animation touristique et amoureux du patrimoine. La commission a écarté le risque de voir des constructions immobilières autour du château. Il aura fallu vingt-deux ans de mobilisation d'une association soutenue par les médias, une partie de bras de fer relayée par les médias entre trois acteurs : propriétaire, administration et association, et plus d'une vingtaine de procédures judiciaires. Finalement, l'association de citoyens et l'administration se sont mises à travailler ensemble dans la concertation et le respect, et le patrimoine en est sorti vainqueur. Cette aventure est racontée dans un livre préfacé par Georges Pernoud : Bridoire, seule contre tous.
Les époux Guyot restaurent le château et l'ouvrent au public au 1er juillet 2012. C'est un succès et plus de 40 000 personnes le visitent dès la première année. L'année 2013 est encore meilleure, avec de nouvelles animations, notamment « Les nuits de Bridoire » et « Les jeux de Bridoire ». Les nouveaux propriétaires, avec leurs nombreuses années d'expérience dans la restauration d'autres châteaux depuis 1979, continuent d'investir et de rénover, pierre à pierre. Le château, qui était à l'abandon vingt ans auparavant, est sur le point d'être sauvé, chaque entrée permettant de remplacer quatre nouvelles tuiles de toiture.
La renaissance du château n'est pas menacée. Certes, son chemin d'accès, comme le parc de quarante hectares réparti sur trois communes (Ribagnac, Rouffignac-de-Sigoulès et Singleyrac), ne sont pas encore la propriété des époux Guyot et les maires de ces communes avaient lancé une procédure pour récupérer les différentes parcelles, du fait d'un retard de paiement de la taxe foncière depuis 2007. Cette procédure échoue, la gérante de la société propriétaire du parc se manifeste, écrit au préfet et aux maires pour leur faire part de son mécontentement, menace d'engager des procédures judiciaires. Autant dire que la réunification du parc et du château n'est pas à l'ordre du jour.
Le 19 septembre 2013, les parties non classées du château (terrasse, parc, communs, ainsi que les promenades du Grimoudou et de la Gardonnette, s'étendant sur les communes voisines de Rouffignac-de-Sigoulès et Singleyrac) sont inscrites au titre des monuments historiques.
Le château, qui a déjà accueilli plus de 90 000 visiteurs depuis son ouverture, ouvre ses portes pour une troisième saison en 2014. Cette année-là, les visiteurs peuvent venir avec leurs pique-niques ou peuvent trouver sur place des paniers pique-nique, avec encore plus de pièces restaurées et de nouvelles animations. Une nouvelle procédure judiciaire, en appel devant le tribunal administratif, est engagée par le repreneur évincé en 2011. Il demande que la vente soit cassée et que soit reconsidéré son dossier. Il faut dire que le propriétaire actuel a, dans un article du journal Sud Ouest du 21 décembre 2013, reconnu qu'il ne pouvait pas développer son projet touristique sans être dans l'illégalité utilisant des terres sans aucune autorisation (entrée et parking). Si cette situation continuait, il serait obligé de mettre un terme à son aventure sous un an ou deux, preuve que l'administration n'a peut être pas fait le bon choix. La justice va devoir se prononcer.

## Description
Un premier château a été construit dès avant le XIIe siècle. Les faces nord, sud et ouest étaient protégées par l'à pic du rocher. À l'est, un fossé le séparait du plateau, franchi par un pont-levis. Une saillie crénelée de la muraille formait une sorte de châtelet. Au XVIe siècle, le pont-levis a été remplacé par un pont de pierre d'une arche. Le châtelet ouvre sur une cour intérieure fermée d'une muraille portant chemin de ronde. Au sud se trouvent les communs, entre le châtelet et la tour d'angle carrée. Le château est composé de deux corps de logis en retour d'équerre. Quatre tours rondes à mâchicoulis cantonnent leurs extrémités. Chacune d'elles est pourvue d'une petite tourelle d'escalier, en encorbellement ou partant du pied. Une cinquième grosse tour carrée prolonge les communs et ferme la cour. Dans la cour se trouve un puits avec superstructure en fer. De l'autre côté de la voie, un pigeonnier carré, à pans de bois, est construit sur neuf piles rondes en pierre.

## Tourisme
En 2022, le château a attiré 66 000 visiteurs.

## Galerie

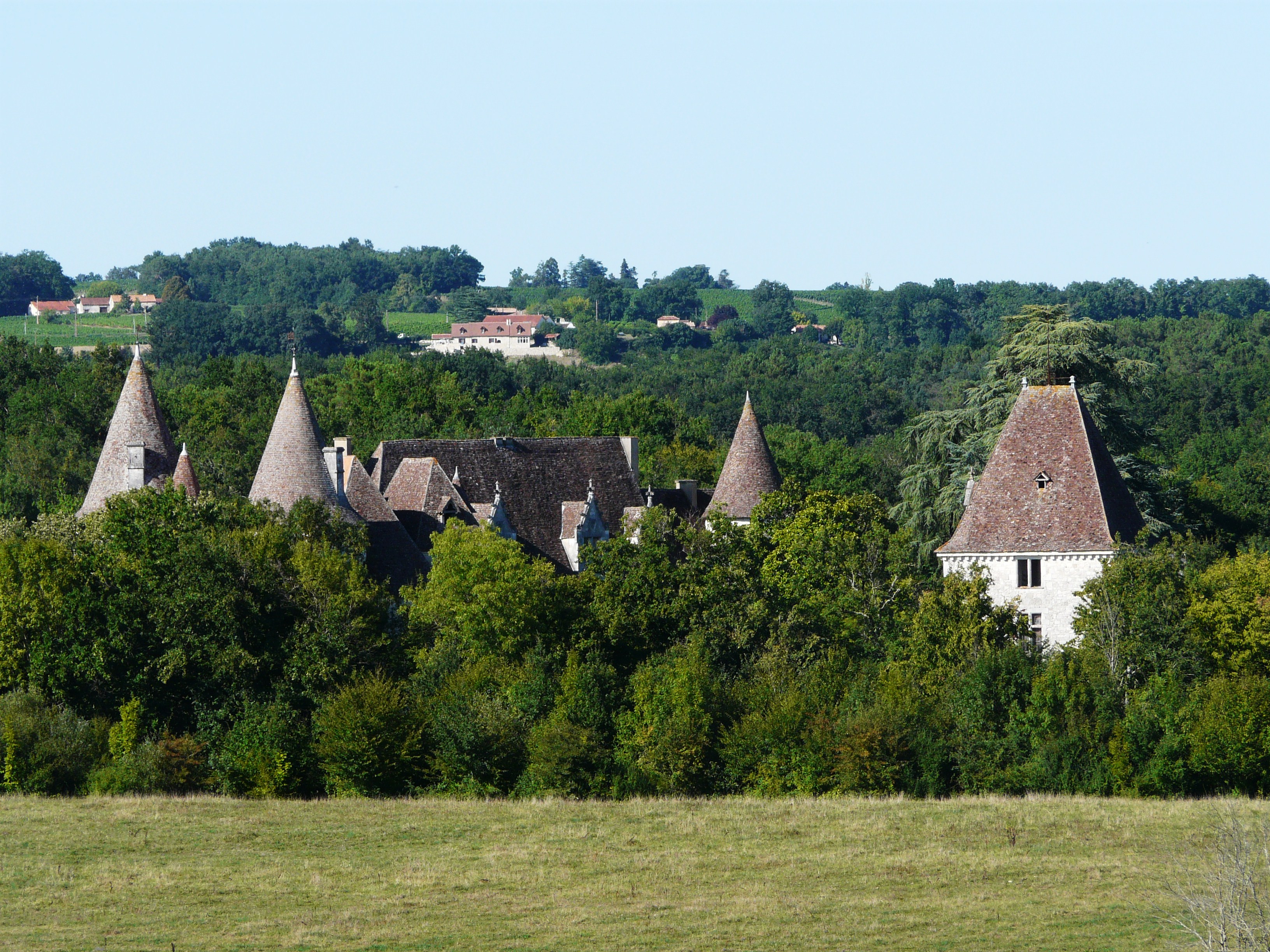
Les toits du château.
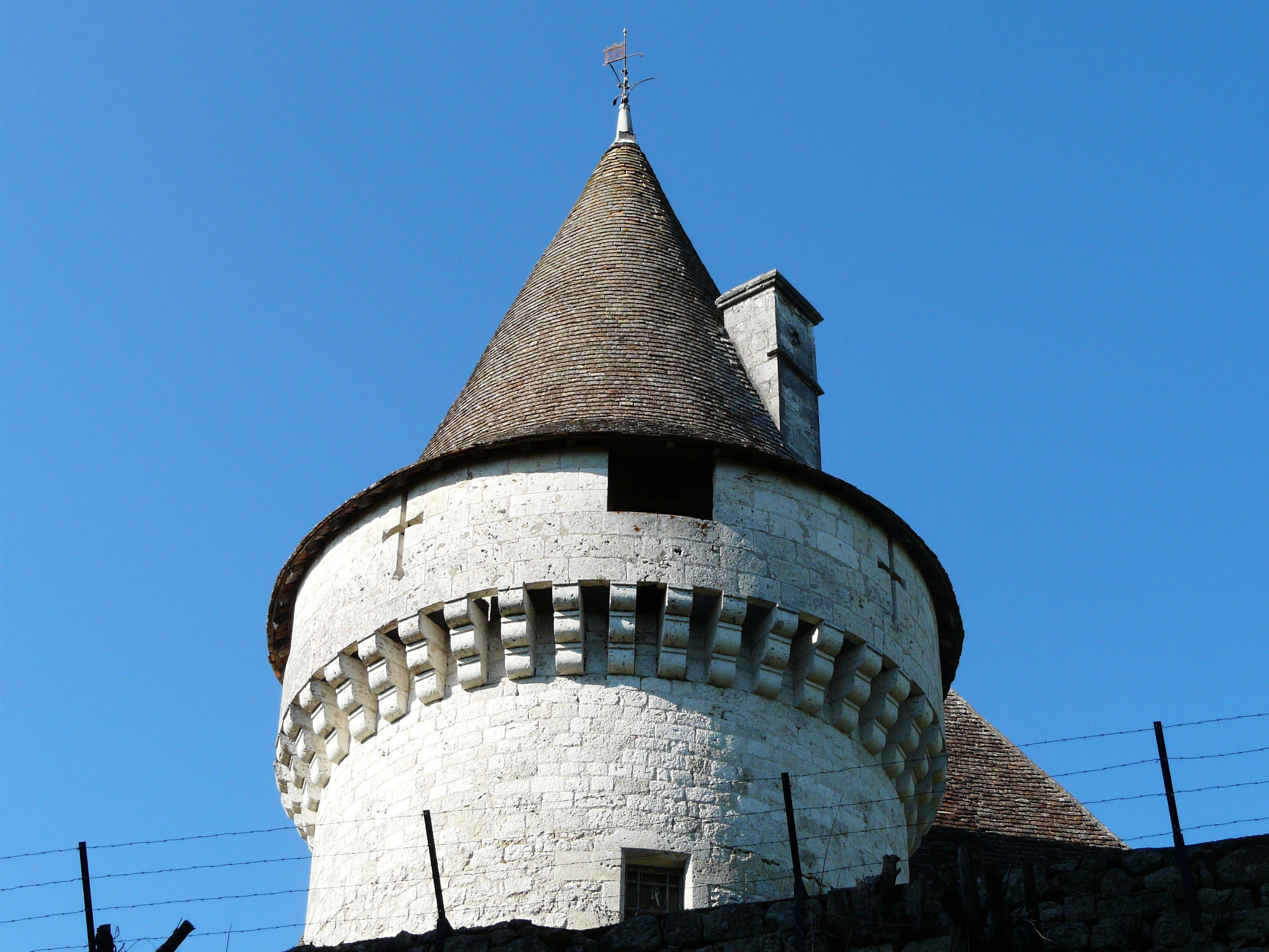
Une tour à mâchicoulis.
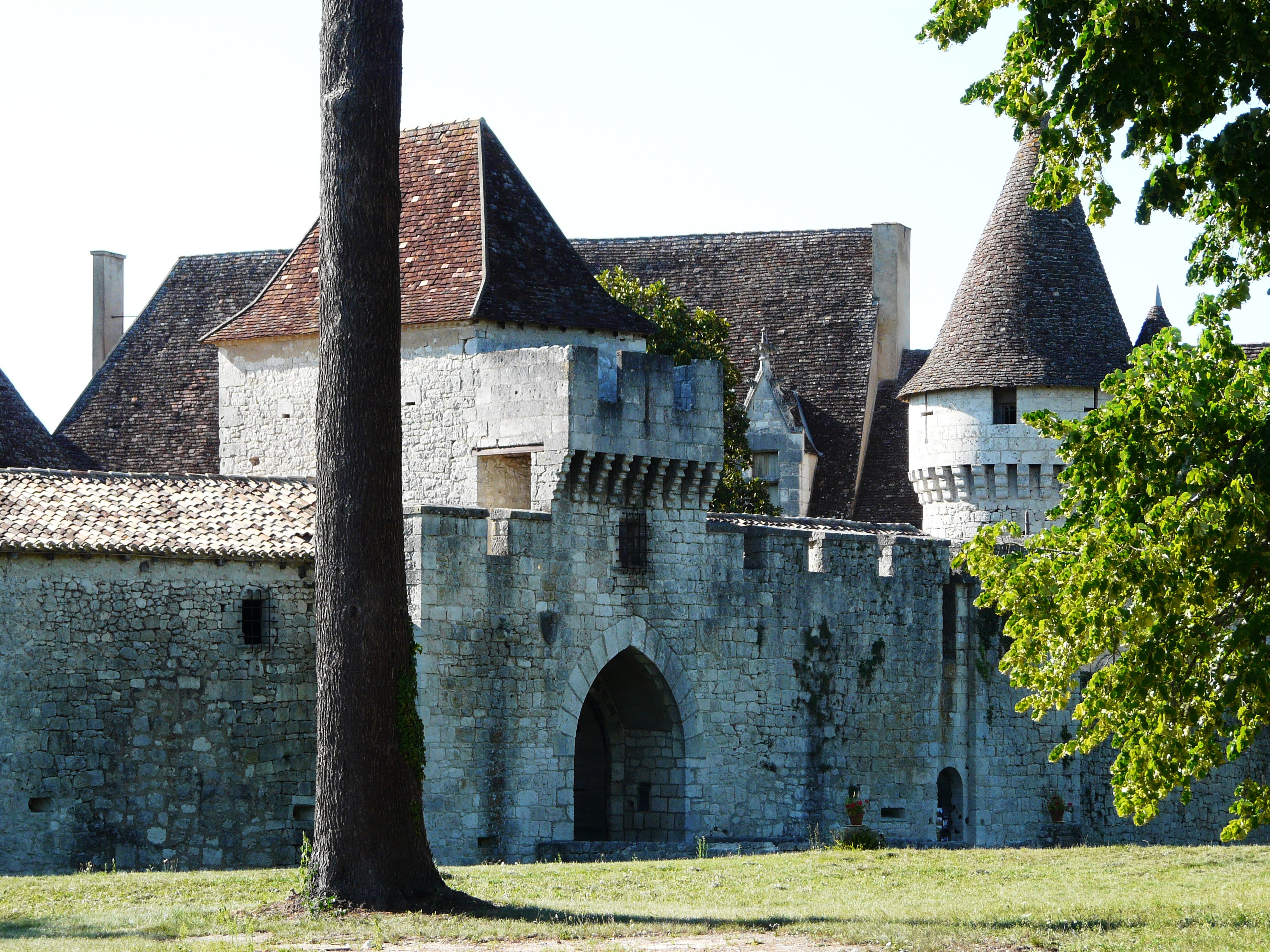
Le châtelet d'entrée.
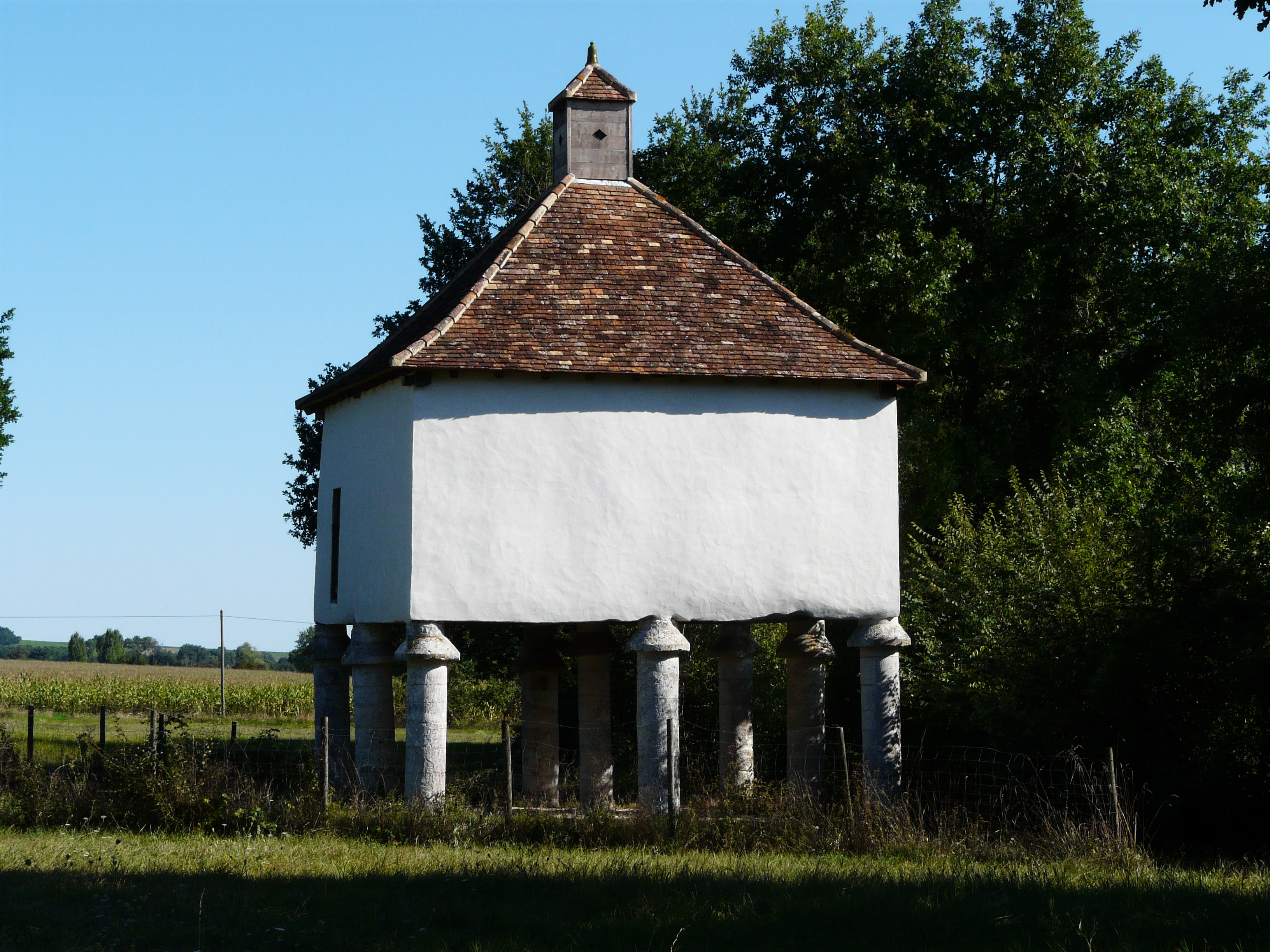
Le pigeonnier.